# Claude Berge
Claude Berge (5 de junho de 1926 — 30 de junho de 2002) foi um matemático francês.
É filho de André Berge e neto de Félix Faure.
É um dos fundadores da moderna combinatória e teoria dos grafos. É conhecido pela conjectura do grafo perfeito e pelo lema de Berge. Em termos artísticos, foi um dos fundadores do Oulipo, em 1960.

## Obras
- Hypergraphs- combinatorics of finite sets, North Holland 1989
- Graphs, 2. Auflage, North-Holland 1985
- Graphs et hypergraphes, Dunod 1970 (inglês North Holland 1973, 1976)
- com Chvátal (Editor): Topics of perfect graphs, North Holland 1984
- Principles of Combinatorics, Academic Press 1971 (francês Dunod 1968)
- The theory of graphs and its applications, Methuen 1962 (francês Dunod 1958)
- Espaces topologiques: fonctions multivoques, Dunod 1959
- Théorie générale des jeux à n persons, Gauthier-Villars 1957
- com Ghouila-Houri: Programme, Spiele, Transportnetze, Teubner, 1967, 1969 (francês 1962)
- La theorie des graphes, in Jean-Paul Pier (Ed.) Development of Mathematics 1950-2000, Birkhäuser 2000